# Atripliceae
Atripliceae, es un tribu de la subfamilia Chenopodioideae perteneciente a la familia de las amarantáceas.

## Géneros
- Archiatriplex -
- Atriplex -
- Exomis -
- Extriplex -
- Grayia -
- Halimione
- Holmbergia -
- Manochlamys
- Microgynoecium -
- Proatriplex -
- Stutzia